# Terellia rhapontici
Terellia rhapontici är en tvåvingeart som beskrevs av Merz 1990. Terellia rhapontici ingår i släktet Terellia och familjen borrflugor.
Artens utbredningsområde är Schweiz. Inga underarter finns listade i Catalogue of Life.